# Idioma nauruano
El nauruano (autoglotónimo dorerin Naoero) es un idioma hablado en la pequeña isla de Nauru. El número estimado de hablantes era de 9.356 en 2013, la mayoría de la población nauruana. Casi todos los hablantes son bilingües del inglés.
Forma parte de los lenguas micronesias y en concreto de la familia austronesia.

## Fonología

### Consonantes
El nauruano tiene de 16 a 17 fonemas consonánticos. Esta lengua establece contraste fonémico entre consonantes labiales velarizadas y palatalizadas. La velarización no es aparente antes de las vocales posteriores largas y la palatalización no es aparentemente antes de las vocales anteriores no abiertas.
|              |             | Bilabial | Bilabial   | Dental | Dorsal | Dorsal | Dorsal |
| Palatalizada | Velarizada  | Palatal  | Post-velar | Dental | Labial |        |        |
| ------------ | ----------- | -------- | ---------- | ------ | ------ | ------ | ------ |
| Nasal        | Nasal       | mʲ       | mˠ         | n      |        | ŋ      | (ŋʷ)   |
| Oclusiva     | Sorda       | pʲ       | pˠ         | t      |        | k      | kʷ     |
| Oclusiva     | Sonora      | bʲ       | bˠ         | d      |        | ɡ      | ɡʷ     |
| Fricativa    | Fricativa   |          |            | r rʲ   | ʝ      |        | (ɣʷ)   |
| Aproximante  | Aproximante |          |            |        | j      |        | w      |
| Rótica       | Rótica      |          |            | r rʲ   |        |        |        |

Las oclusivas sordas son geminadas y las nasales también tienen contraste en longitud. Las consonantes oclusivas dentales /t/ y /d/ se convierten en [tʃ] y [dʒ] respectivamente antes de las vocales anteriores cerradas.
Las aproximantes se hacen fricativas en "pronunciación enfática." Geoffrey S. Nathan las transcribe como {j} y {w} pero también remarca que hacen contraste con los alófonos no silábicos de las vocales cerradas.
Dependiendo del énfasis, /r/ puede ser una onda o trino. La naturaleza fonética exacta de /rʲ/ es desconocida. Nathan la transcribe como ⟨r̵⟩  y especula que puede comportarse como las consonantes palatalizadas y ser parcialmente sorda.
Entre una vocal y la /mˠ/ de final de palabra, aparece el sonido [b] epentético.

### Vocales
Existen 12 fonemas vocales (seis largos, seis cortos). Además de la alofonía en la siguiente tabla de Nathan, un número de vocales son reducidas a [ə]:
| Fonema | Alófonos  | Fonema | Alófonos           |
| ------ | --------- | ------ | ------------------ |
| /ii/   | [iː]      | /uu/   | [ɨː ~ uː]          |
| /i/    | [ɪ ~ ɨ]   | /u/    | [ɨ ~ u]            |
| /ee/   | [eː ~ ɛː] | /oo/   | [oː ~ ʌ(ː) ~ ɔ(ː)] |
| /e/    | [ɛ ~ ʌ]   | /o/    | [ʌ]                |
| /aa/   | [æː]      | /ɑɑ/   | [ɑː]               |
| /a/    | [æ ~ ɑ]   | /ɑ/    | [ɑ ~ ʌ]            |

Las vocales no abiertas (que son todas excepto /aa/, /a/, /ɑɑ/ /ɑ/) se convierten en no silábicas cuando preceden a otra vocal, como en /e-oeeoun/ → [ɛ̃õ̯ɛ̃õ̯ʊn] ('ocultar').

### Acento
El acento se encuentra en la penúltima sílaba cuando la sílaba final termina en vocal, en la sílaba final cuando esta termina en consonante y en la inicial con reduplicaciones.

## Sistema de escritura
En el sistema de escritura original del nauruano, se empleaban 17 letras:
- Las cinco vocales: a, e, i, o, u
- Doce consonantes: b, d, g, j, k, m, n, p, q, r, t, w

Las letras c, f, h, l, s, v, x, y, z no fueron incluidas. Con la creciente influencia de lenguas extranjeras (sobre todo del alemán, el tok pisin y el gilbertés) fueron incorporadas más letras al alfabeto nauruano. Además, surgieron diferencias fonéticas de unas cuantas vocales, de modo que las diéresis y otros elementos similares pasaron a indicarse mediante una tilde.

### Intento de reforma del idioma de 1938
En 1938 hubo un intento del comité de la lengua nauruana y de Timothy Detudamo para hacer el idioma más fácil de leer para los europeos y estadounidenses. Supuso un intento de introducir tantos símbolos diacríticos como fuera posible para indicar los diferentes sonidos vocálicos y conseguir así resaltar la variedad del idioma nauruano en la escritura. Se decidió introducir solo un acento circunflejo en lugar de la virgulilla antigua, así que las diéresis "õ" y "ũ" fueron reemplazadas por la "ò" y la "ù". La "ã" fue sustituida por la "e".
También se introdujo la "y" con el fin de diferenciar las palabras con "j" inglesa (puji). Por lo tanto, palabras como ijeiji se cambiaron a iyeyi. Además, la "ñ" (que representaba el sonido nasal velar) fue reemplazada con "ng", para diferenciar la Ñ española, "bu" y "qu" fueron reemplazadas con "bw" y "kw" respectivamente, "ts" fue reemplazada con "j" (puesto que representaba una pronunciación similar a la "j" del inglés), y la "w" escrita al final de las palabras fue eliminada.
Estas reformas se llevaron a la práctica solo parcialmente: las diéresis "õ" y "ũ" aún están escritas con virgulillas. Sin embargo, las letras "ã" y "ñ" ahora aparecen con poca frecuencia, siendo así reemplazadas por "e" y "ng", según lo prescrito por la reforma. Igualmente, el uso de los dígrafos "bw" y "kw" ha sido implementado. Aunque la "j" tomara el lugar de la "ts", ciertas formas de escritura aún usan "ts". Por ejemplo, los distritos de Baiti e Ijuw (de acuerdo a la reforma Beiji e Iyu) se escriben aún con el viejo estilo de escritura. La "y" ha sido en gran medida generalmente aceptada.
Hoy en día se emplean las siguientes 30 letras latinas:
- Vocales: a, ã, e, i, o, õ, u, ũ
- Consonantes: b, c, d, f, g, h, j, k, l, m, n, ñ, p, q, r, s, t, v, w, x, y, z

## Dialectos
Según un estudio publicado en Sídney en 1937, en Nauru había gran diversidad de dialectos hasta que la isla se convirtió en una colonia alemana en 1888, y hasta la publicación de los primeros textos escritos en nauruano. Las variaciones llegaban a ser tan diferentes que personas de distintos distritos frecuentemente tenían problemas para entenderse completamente entre sí. Con el crecimiento de la influencia de las lenguas extranjeras y con el aumento de textos escritos en nauruano, los dialectos se fueron transformando en un lenguaje estándar, que fue promovido a través de diccionarios y traducciones por Alois Kayser y Philip Delaporte.
Hoy en día hay una variación dialéctica significativamente menor. En el distrito de Yaren y en el área circundante, se habla un dialecto epónimo que es solo ligeramente diferente de otras variantes del nauruano.

## Textos

### El diccionario Delaporte de nauruano
En 1907, Philip Delaporte publicó su diccionario de bolsillo alemán-nauruano (Taschenwörterbuch Deutsch-Nauruisch). El diccionario incluye 65 páginas dedicadas a un glosario y una docena de páginas dedicadas a frases, ordenadas alfabéticamente en alemán. Unas 1650 palabras alemanas están glosadas en nauruano, a menudo en frases o sinónimos. Los acentos usados en este diccionario no son comunes, solo se usa la virgulilla en la actualidad.

### Texto en Nauruano
El siguiente texto es extraído de la Biblia (Génesis, 1.1–1.8):
1Ñaga ã eitsiõk õrig imin, Gott õrig ianweron me eb. 2Me eitsiõk erig imin ñana bain eat eb, me eko õañan, mi itũr emek animwet ijited, ma Anin Gott õmakamakur animwet ebõk. 3Me Gott ũge, Enim eaõ, me eaõen. 4Me Gott ãt iaõ bwo omo, me Gott õekae iaõ mi itũr. 5Me Gott eij eget iaõ bwa Aran, me eij eget itũr bwa Anũbũmin. Ma antsiemerin ma antsioran ar eken ũrõr adamonit ibũm. 6Me Gott ũge, Enim tsimine firmament inimaget ebõk, me enim ekae ebõk atsin eat ebõk. 7Me Gott eririñ firmament, mõ õ ekae ebõk ñea ijõñin firmament atsin eat ebõk ñea itũgain firmament, mõ ũgan. 8Me Gott eij egen firmament bwe Ianweron. Ma antsiemerin ma antsioran ar eken ũrõr karabũmit ibũm.
Este texto demuestra que el vocabulario nauruano contiene algunas palabras prestadas del alemán (por ejemplo: Gott, Dios; y Firmament, Esfera celeste), las cuales se remontan a la fuerte influencia de los misioneros germanos. Hay también palabras prestadas del latín, como "õrig" (del latín origo, origen).

### Algunas palaras/expresiones
| Nauruano                                                    | GLOSA                  |
| ----------------------------------------------------------- | ---------------------- |
| anũbũmin                                                    | Noche                  |
| aran                                                        | Día                    |
| ebagadugu                                                   | Antepasado             |
| Ekamawir omo/Ekamowir omo (más formal) Mo mo (más informal) | Hola/Bienvenido        |
| ebõk                                                        | Agua                   |
| Firmament                                                   | Tierra; esfera celeste |
| Gott                                                        | Dios                   |
| ianweron                                                    | Cielo                  |
| iaõ                                                         | Luz                    |
| iow                                                         | Paz                    |
| itũr                                                        | Oscuridad              |
| õawin                                                       | Comienzo               |
| Tarawong (ka)                                               | Adiós                  |
| wa reit ed?/mo awe？                                        | ¿Como estás?           |